# Сибирская (станция)
Сибирская — железнодорожная станция Западно-Сибирской железной дороги, расположенная на территории Первомайского района г. Новосибирска. Относится к т. н. Южной (Алтайской) ветке обслуживания пригородными поездами регионального оператора ОАО «Экспресс-Пригород». Расположена в районе малоэтажной жилой застройки улиц Аксенова и Новосёлов, непосредственно примыкая к углу их пересечения. Здесь можно пересесть на автобусные маршруты №68 (на левый берег города) и на №50. На станции имеется переходной железнодорожный мост через пути и вокзал.